# 루허현
루허현(한국어: 육하현, 중국어: 陆河县, 병음: Lùhé Xiàn)은 중화인민공화국 광둥성 산웨이 시의 현급 행정구역이다. 넓이는 986km2이고, 인구는 2007년 기준으로 310,000명이다.

## 기후
연평균 기온은 21.5°C이고 연평균 강수량은 2,187mm이다.

## 행정 구역
8개 진을 관할한다.
- 진: 河田镇 , 水唇镇 , 河口镇 , 新田镇 , 上护镇 , 螺溪镇 , 东坑镇 , 南万镇.